# Francine Swiggers
Francine Swiggers (1952) is een Belgische bestuurster.

## Biografie
Francine Swiggers studeerde toegepaste economische wetenschappen en behaalde een MBA aan de Katholieke Universiteit Leuven.
Ze startte haar professionele loopbaan in 1977 bij BAC (later Bacob), de bank van de christelijke arbeidersbeweging. In 1997 werd ze lid van het directiecomité van de holding Arco. In november 2007 werd ze in opvolging van Rik Branson bestuursvoorzitter van Arco, dat in vereffening ging in de nasleep van de Dexia-crisis. Swiggers was tevens bestuurster van Dexia en de Belgische en Franse bankfilialen van de groep. Tijdens het Arco-proces, dat in 2015 begon en aangespannen werd door Deminor, verklaarden bijna 2.200 coöperanten van Arco dat ze jarenlang misleid werden omtrent de veiligheid van hun investeringsproduct. Swiggers werd persoonlijk gedagvaard en stelde op haar beurt een tegenvordering in jegens de procederende coöperanten wegens de deloyale proceshouding van deze laatsten. In november 2021 werd de vordering van de coöperanten door de Brusselse ondernemingsrechtbank afgewezen. De rechtbank oordeelde eveneens dat de persoonlijke vordering tegen mevrouw Swiggers dermate ongefundeerd was, dat het geding een tergend en roekeloos karakter had uitsluitend bedoeld om schade te berokkenen.
Swiggers is of was bestuurster van onder meer vdk bank, Aquafin, ACW Verbond Leuven, De Warande, de Hogeschool-Universiteit Brussel, Vlerick Alumni en Brussels Philharmonic. Ze was ook censor van de Nationale Bank en lid van de Senaat van de KU Leuven.
In 2008 noemde Trends haar de machtigste zakenvrouw van België.